# Druhá vláda Hanse Luthera
Druhá vláda Hanse Luthera byla vláda Německé říše v období Výmarské republiky působící od 20. ledna do 18. května 1926.
Vláda měla 10 (později 11) členů. Jednalo se o koalici Německé lidové strany (DVP), Německé demokratické strany (DDP), Centra a Bavorské lidové strany (BVP). Vládu vedl nestraník Hans Luther. Jednalo se o menšinový kabinet, který disponoval 171 křesly v 493 členném sněmu.

## Vznik vlády
Jednání o nové podobě vlády začalo po odchodu ministrů DNVP z prvního Lutherova kabinetu v říjnu 1925. Nacionalisté opustili koalici na protest proti úmyslu podepsat Locarnské dohody tj. oficiální uznání západní hranice mezi Francií, Belgií a Německem. Vláda se po rozpadu koalice udržela u moci pod podmínkou, že po pod schválení Locarnských dohod sama podá demisi. Dohody byly schváleny pomocí hlasů koaličních stran a sociálních demokratů 1. prosince a 4 dny na to vláda odstoupila.
Již 4. prosince se setkali zástupci SPD, DDP a Centra a jednali o možnostech široké koalice zahrnující zúčastněné strany a lidovce. Sociální demokraté nedokázali najít programovou shodu s lidovci, což vedlo prezidenta Hindenburga k zásahu do jednání. Prezident apeloval na strany, že je nutné se urychleně domluvit na funkční vládě. Centrum, DDP a DVP přislíbily spolupráci, vyjednávači SPD ale podmínili začátek jednání předem jasně definovaným programem zahrnující sociální a ekonomické požadavky. Německý demokrat Erich Koch-Weser byl požádán o složení široké koalice 14. prosince 1925. Svůj mandát vrátil o tři dny později s odůvodněním, že krajní křídla DVP a SPD nejsou ochotná dojít ke kompromisu. V prvních lednových dnech roku 1926 se samotný prezident chopil iniciativy, aby sám zjistil, že rozdíly mezi DVP a SPD byly v daném okamžiku zcela nepřekonatelné.
Plán na širokou koalici selhal a prezident pověřil sestavením vlády staronového kancléře Hanse Luthera. Během šesti dnů se mu podařilo dojednat koalici Centra, DDP a BVP. Slibně vyvíjející se jednání se zadrhla na osobě budoucího ministra vnitra. Měl se jím stát Koch-Weser, kterého ale bavorští lidovci považovali za příliš unitárního, zatímco Bavoři prosazovali co nejvíce federativní uspořádání státu. Opět musel zasáhnout prezident a 19. ledna 1925 apeloval na předsedy stran, aby došlo urychleně ke shodě. DDP nakonec slevila a Kocha vyměnila za Wilhelma Külze a obsadila křeslo ministra financí Petrem Reinholdem. Kromě kancléře si svoje posty podrželi i G. Stresemann (zahraničí), H. Brauns (práce), O. Gessler (obrana), K. Stingl (pošty) a R. Krohne (doprava). Na druhé straně novými tvářemi byli Julius Curtius z DVP na pozici ministra hospodářství and Heinrich Haslinde z Centra jako ministr výživy a zemědělství. Návrat zaznamenal bývalý kancléř Wilhelm Marx na pozici ministra spravedlnosti.

## Zahraniční politika

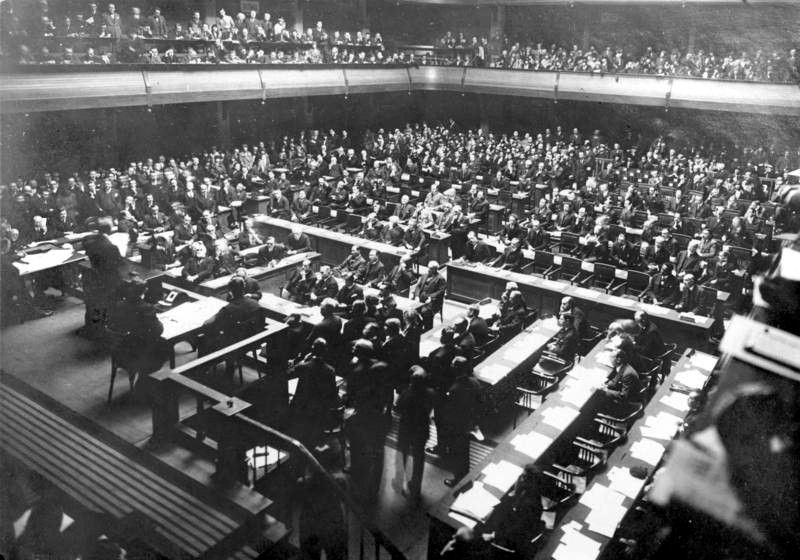
Zasedání Společnosti národů v roce 1926

Na začátku roku 1926 se začalo Německo připravovat pro vstup do Společnosti národů. Vláda nepředpokládala žádné komplikace a očekávala, že v březnu 1926 dojde na schůzi Společnosti k oficiálnímu přijetí. Kabinet očekával, že po vstupu upraví pomocí arbitráží východní hranice s Polskem. V únoru 1926 ale došlo k výraznému rozčarování, když Britové změnili svůj názor na obsazení stálých členů rady Společnosti a kromě německého chtěli přizvat i polského zástupce. Německo dostalo těžkou ránu, protože s Polskem v radě nemohlo pomýšlet na žádnou mírovou revizi hranic. I přes tyto komplikace doporučil ministr zahraničí Stresemann vstoupit do Společnosti národů, a podílet se tak aktivně na celosvětové politice. V březnu 1926 proběhla další jednání. Němci odmítali Poláky ve stálé radě a hrozili stažením své žádosti. Kompromisem nakonec byla rezignace dvou nestálých členů rady (ČSR a Švédska) a jejich nahrazení Polskem a Nizozemím. Celá jednání nakonec nevedla k tíženému konci. Brazilci zklamaní z nepřijetí mezi stálé členy rady 19. března 1926 německý vstup vetovali. O dalším postupu se mělo jednat až v září téhož roku.
O poznání jednodušší bylo vyjednávání se Sovětským svazem o smlouvě o neutralitě a přátelství. Smlouva ale nezískala příliš mnoho kladných ohlasů v samotném Německu. Ministr obrany Gessler poukazoval na sovětskou zaostalost ve vojenském vybavení a ministr zahraniční Stresemann se zase snažil smlouvu všemožně upravit, aby neodporovala stanovám Společnosti národů. Podpis byl nakonec uskutečněn sovětským velvyslancem Krestinským a Stresemannem v Berlíně 24. dubna 1926.
Dalším úspěchem vlády bylo osvobození civilního letectví od limitů a požadavků, které udávala Versailleská smlouva. Překvapivě rychle souhlasili Britové a Francouzi s německým návrhem, že komerční letectví by nemělo být limitováno smlouvou a že je nutné rozlišovat omezení pro dopravu vojenskou a civilní. Spojenci souhlasili, ale požadovali rozpuštění všech leteckých klubů, které jakkoliv spolupracovaly s armádou, a kontrolu nad výcvikem vojenských pilotů. Dohoda byla podepsána v květnu 1926 a zahrnovala osvobození civilního letectva a zahrnutí Německa do mezinárodní letecké dopravy.

## Domácí politika
Na začátku roku 1926 se dostala německá ekonomika do hospodářské krize. Počet nezaměstnaných vzrostl z 673 tisíc v prosinci 1925 na téměř dva milióny v únoru 1926. Kabinet se rozhodl jako hlavní krok k povzbuzení ekonomiky snížit daně. Ministr financí Reinhold deklaroval, že s přihlédnutím ke zbytkovému rozpočtu a přebytkům z předchozích let je možné snížení daně z obratu z 1 % na 0,5 nebo 0,6 % bez rizika ohrožení státního rozpočtu pro následující rok. V březnu 1926 vznikl Meziskupinový výbor vládnoucích stran (německy:Interfraktionellen Ausschuß der Regierungsparteien), který měl kontrolovat kroky vlády a koordinovat je s poslanci ve sněmu. Nový daňový program se dostal do ohrožení, když propukly ve vinařských oblastech velké demonstrace. Asociace vinařů požadovala úplné zrušení zdanění vína. Vláda byla proti, ale musela ustoupit, když se na stranu vinařů postavili i vládní poslanci. Výpadek v rozpočtu pak musel být vykompenzován a daň se snížila pouze na 0,75 % oproti plánovaným 0,6 %. Jako další kroky garantovala vláda v červenci 1926 export do Sovětského svazu v hodnotě 300 miliónů marek. Stát nalil 200 miliónů do stavebnictví a dal 100 miliónovou půjčku Německých drahám, které ve velkém objednaly na modernizaci německou ocel a dřevo.
Nejkontroverznějším tématem v první půlce roku 1926 bylo vyvlastnění německých šlechtických rodů. V roce 1925 zrušil soud vyvlastnění rodu Koburků z července 1919 a označil ho za neústavní. Komunisté okamžitě podali ve směnu návrhy o úplném vyvlastněné všech šlechtických rodů bez náhrady a zároveň chtěli uzákonit nemožnost se odvolat se v tomto případě k soudu. Spor mezi socialistickými a konzervativními stranami se rozhořel naplno, když sociální demokraté s komunisty sesbírali požadovaných 30 tisíc podpisů pro vyhlášení všelidového referenda. Liberální strany (DVP a DDP), Centrum a nacionalisté do té doby úspěšně blokovali veškeré pokusy socialistů o prosazení vyvlastnění. Pro liberály to byl nemyslitelný zásah do soukromého vlastnictví, pro nacionalisty silná rána do jejich monarchistického směřování. S referendem ale bylo rozhodnutí na voličích. Vláda se pokusila vyjednat s SPD kompromis zahrnující vznik speciálního soudu, který by spory mezi šlechtickými rody a spolkovými zeměmi řešil, ale ke shodě nedošlo díky výhradám jak nacionalistů, tak sociálních demokratů. Referendum se konalo 20. června až za vlády nového kabinetu kancléře Marxe. Drtivá většina hlasovala pro vyvlastnění (96,1 % pro), ale účast nebyla dostatečná, aby referendum bylo platné (pouze 39,3 %).

Vlajka Německého císařství

## Konec vlády

Vlajka Výmarské republiky

Osudná se stala kabinetu aféra ohledně nařízení o státní vlajce. V květnu 1926 byla vláda upozorněna, že Němci žijící v Jižní Americe používají ze sentimentu pouze starou říšskou vlajku (černo-bílo-červenou) místo oficiální (černo-červeno-žluté), čímž se často dostávali do sporu s úředníky z německého velvyslanectví. Pro zlepšení vztahů s německou minoritou v zahraničí navrhl kancléř používání černo-bílo-červené vlaky společně s oficiální na všech zahraničních misích. Černo-bílo-červená vlajka byla povolena ústavou pouze jako vlajka obchodní. Zvedla se ale velká vlna odporu ze strany SPD, DDP a Centra. Kancléř by nucen pod tlakem koaličních partnerů ustoupit. Nově se černo-bílo-červené vlajka mohla vyvěšovat pouze v evropských přístavech. Mimo kontinent bylo vyvěšení obou vlajek předepsáno vyhláškou. Prezident podepsal zákon 5. května 1926 a sociální demokraté jako reakci požadovali hlasování o důvěře vlády. DDP se zpočátku připojila k SPD, ale po ujištění od prezidenta, že černo-červeno-žlutá vlajka nebude nijak zpochybňována, se z hlasování o nedůvěře stáhli.
Požadovali ale personální změny ve vládě. Kancléř Luther již nebyl přijatelný partner a DDP vyhlásila jeho reprobaci (sesazení). Hlasování o důvěře vládě se konalo 12. května a vláda se udržela. Ve stejný den proběhlo i hlasování o sesazení kancléře, které velkou většinou dopadlo v kancléřům neprospěch. Luther okamžitě rezignoval a odmítl vést vládu, než se sestaví nový kabinet. Hlavou vlády se stal na krátko prezident, který následující den pověřil vedením kabinetu ministra obrany Ottu Geßlera. Kabinet oficiálně rezignoval 13. května 1926 po 118 dnech u moci. Vystřídal ho 17. května třetí kabinet Wilhelma Marxe.

## Seznam členů vlády

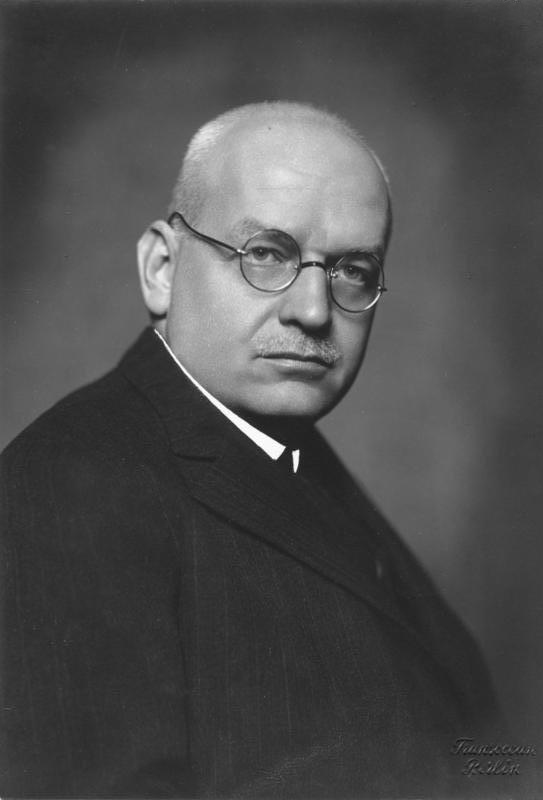
Kancléř Hans Luther

| Portfej              | Ministr                      | Strana | Strana      | Nástup do úřadu | Odchod z úřadu  |
| -------------------- | ---------------------------- | ------ | ----------- | --------------- | --------------- |
| říšský kancléř       | Hans Luther                  |        | bezpartijní | 20. ledna 1926  | 14. května 1926 |
| vicekancléř          | Otto Geßler pověřen řízením  |        | DDP         | 14. května 1926 | 18. května 1926 |
| ozbrojené síly       | Otto Geßler                  |        | DDP         | 20. ledna 1926  | 18. května 1926 |
| zahraničí            | Gustav Stresemann            |        | DVP         | 20. ledna 1926  | 18. května 1926 |
| vnitro               | Wilhelm Külz                 |        | DDP         | 20. ledna 1926  | 18. května 1926 |
| finance              | Peter Reinhold               |        | DDP         | 20. ledna 1926  | 18. května 1926 |
| hospodářství         | Julius Curtius               |        | DVP         | 20. ledna 1926  | 18. května 1926 |
| práce                | Heinrich Brauns              |        | Centrum     | 20. ledna 1926  | 18. května 1926 |
| justice              | Wilhelm Marx                 |        | Centrum     | 20. ledna 1926  | 18. května 1926 |
| okupované oblasti    | Wilhelm Marx pověřen řízením |        | Centrum     | 20. ledna 1926  | 18. května 1926 |
| výživa a zemědělství | Hans Luther pověřen řízením  |        | bezpartijní | 20. ledna 1926  | 25. ledna 1926  |
| výživa a zemědělství | Heinrich Haslinde            |        | Centrum     | 25. ledna 1926  | 18. května 1926 |
| pošty                | Karl Stingl                  |        | BVP         | 20. ledna 1926  | 18. května 1926 |
| doprava              | Rudolf Krohne                |        | DVP         | 20. ledna 1926  | 18. května 1926 |